# Рябова Катерина Василівна
Катери́на Васи́лівна Ря́бова (14 липня 1921 — 12 вересня 1974) — радянська військова льотчиця, в роки Другої світової війни — штурман ескадрильї 46-го гвардійського нічного бомбардувального авіаційного полку, гвардії старший лейтенант. Герой Радянського Союзу (1945).

## Життєпис
Народилася 14 липня 1921 року в селі Гусь-Желєзний, нині — селище міського типу Касимовського району Рязанської області Росії, в селянській родині. Росіянка. Здобула середню освіту.
До лав РСЧА призвана по мобілізації ЦК ВЛКСМ у жовтні 1941 року. У лютому 1942 року закінчила школу штурманів. У діючій армії — з 27 травня 1942 року. Пройшла шлях від стрільця-бомбардира до штурмана ескадрильї 588-го (з лютого 1943 року — 46-го гвардійського) нічного бомбардувального авіаційного полку. Воювала на Південному, Закавказькому, Північно-Кавказькому, 2-у Білоруському фронтах. Член ВКП(б) з 1943 року.
Всього за роки війни здійснила 890 бойових вильотів на літакові По-2 із бойовим нальотом 1010 годин. Після закінчення війни була демобілізована.
У 1948 році закінчила механіко-математичний факультет Московського державного університету. Викладала у Московському поліграфічному інституті. Кандидат фізико-математичних наук (1951). У 1963—1972 роках — доцент кафедри теоретичної механіки Військової інженерної академії імені Ф. Е. Дзержинського.
З 1970 року — на пенсії. Мешкала в Москві, де й померла 12 вересня 1974 року. Похована на Новодівочому цвинтарі.

## Нагороди
Указом Президії Верховної Ради СРСР від 23 лютого 1945 року «за зразкове виконання бойових завдань командування на фронті боротьби з німецькими загарбниками та виявлені при цьому відвагу і героїзм», гвардії старшому лейтенантові Рябовій Катерині Василівні присвоєне звання Героя Радянського Союзу з врученням ордена Леніна і медалі «Золота Зірка» (№ 4857).
Нагороджена також орденами Червоного Прапора (25.10.1943), Вітчизняної війни 1-го ступеня (26.04.1944), Червоної Зірки (26.12.1942) і медалями.

## Родина
Перебувала в шлюбі з льотчиком-штурмовиком, двічі Героєм Радянського Союзу Григорієм Флегонтовичем Сивковим.